# 92 (عدد)
92 (واثنان وتسعون) هو عدد طبيعي يلي العدد 91 ويسبق العدد 93.